# Бокши, Бесим
Бесим Бокши (алб. Besim Bokshi, серб. Бесим Бокси, Besim Bokši; род. 12 ноября 1930 в Джяковице, Метохия, Королевство Югославия — 16 августа 2014 в Джяковице, Республика Косово) — албанский поэт, лингвист и филолог. Президент Академии наук и искусств Косова с 2008 по 2011 годы.

## Карьера
Бесим родился 16 августа 1930 года в городе Джяковица. Его родители переехали в Албанию когда он ещё был ребёнком. Получил начальное образование в селе Дукат, неподалёку от города Влёра. Несколько лет спустя он продолжил обучение в Тиране.
В 1945 году он вернулся в Джяковицу и учился в Белградском университете до 1959, затем окончил аспирантуру в Белграде. С 1961 по 1963 годы он преподавал Албанский язык в старшей школе Джяковици. С 1967 по 1973 годы он преподавал морфологию в Высшей педагогической школе, также являлся директором этой школы с 1967 по 1967. Он также работал в Институте албанистики в Приштине в течение 8 месяцев. С 1974 читал лекции в Приштинском университете. В 1977 году он получил докторскую степень в области филологии в Приштинском университете. Он был вице-президентом, а затем и президентом Академии наук и искусств Косова с 2008 по 2011 годы.
Бокши был членом Итоговой комиссии во время консультаций по лингвистике в 1968 году. Он также был делегатом Албанского орфографического конгресса в Тиране в ноябре 1973.
Бесим Бокши умер 16 августа 2014 года.

## Труды

### Поэзия
- In Expectation (Në Pritje), Приштина, 1966
- Broken Shadows (Hije të këputura), Печ, 1996

### Лингвистика
- Development of the Formation of the Present Nominal Flexion of Albanian (Rruga e formimit të sotëm nominal të shqipes), Приштина, 1980
- Postposition of the article in Balkan languages (Prapavendosja e nyjes në gjuhët ballkanike), Приштина, 1984
- The Participle in Albanian: A Diachronic View (Pjesorja e shqipes: vështrim diakronik), Приштина, 1998
- On Personal Pronouns in Albanian (Për vetorët e shqipes), Приштина, 2004.